# Årets komet (bandy)
Årets komet är Svenska Spels och Svenska Bandyförbundets pris till den bandyspelare "som under säsongen gjort exceptionellt stora framsteg".  Pristagaren ska också i likhet med bandyprofilen Torbjörn Ek, till vars minne utmärkelsen instiftats, ha "utvecklats till en riktig lirare" och vara "ett stort föredöme inom bandysporten, både på och utanför plan". 

## 2011 - Erik Säfström
Den förste pristagaren var Erik Säfström, ytterhalv i Sandvikens AIK.
Juryns motivering: Att som Erik Säfström komma från Allsvenskan och spel i Örebro och kliva in i Elitserien är ett stort steg. Erik har gjort det så bra att han inte bara blivit en viktig kugge i seriesegrande Sandvikens spel utan också tog en plats i den svenska 25-mannatruppen till VM. Samtidigt har Erik bibehållit sin ödmjuka inställning till sitt idrottande, till sina lagkamrater och motståndare. 
Juryn: Förbundskaptenerna Franco Bergman och Oscar Pettersson, Radiosportens bandyexpert Kenth Hultqvist, TV-Sportens bandyexpert Hasse Johansson, frilansjournalisten Lasse Sandlin samt Svenska Spels Putte Ramberg.

## 2012 - Erik Pettersson
Priset gick till Erik Pettersson, endast 16 år gammal.
Juryns motivering: Likt en Halleys komet har Erik Pettersson lyst upp årets elitserie. Sådana kometer syns inte så ofta men Erik, som med sina blott 16 år är yngst i elitseriens yngsta lag, har exploderat i utveckling och omedelbart etablerat sig. Han har spelat samtliga 34 matcher, gjort 20 mål i grundserien och, hittills, sex i SM-slutspelet. Han har gjort mål på hörna, han har skjutit in straffar men de flesta har varit rena spelmål, som vittnat om hans goda speluppfattning.
Juryn: Putte Ramberg, Andreas Arver, Lasse Sandlin, Daniel Kristiansson, Franco Bergman, Jonas Claesson, Magnus Wahlman, Oscar Pettersson och Per Fosshaug. 

## 2013 - Erik Persson
Juryns motivering: 17-åringen var inte ens med på lagfotot före säsongen. Men Erik Persson var en av spelarna som tog Edsbyn ända fram till en SM-semifinal. Han har gjort en anmärkningsvärd kometkarriär som målvakt. En lugn och trygg person som bidrar till laget även på sidan av isen och därmed en värdig vinnare av priset till Torbjörn Eks minne. 
Juryn: Förbundskaptenerna Franco Bergman och Håkan Larsson/Jörgen Fröberg, Radiosportens Magnus Wahlman och Jonas Claesson, TV 4:s Daniel Kristiansson och Pelle Fosshaug, Svenska Spels Andreas Arver/Putte Ramberg samt frilansjournalisten Lasse Sandlin.

## 2014 - Adam Gilljam
Juryns motivering: Sitt genombrott klarade Adam Gilljam av redan förra vintern: teknisk och skridskosnabb med landslagsdebut och de två första finalmålen på Friends Arena. Därifrån har han denna säsong utvecklats ytterligare med den speedighet och genombrottsförmåga som givit oss några klassiska mål. Som det en gång lät direkt i TV4: "Det är så snyggt att det är helt otroligt. Det är Spitzengruppe. Det är Créme de la créme." Adam Gilljam gjorde inte bara VM-debut utan med sju mål i en match tangerade han också David Karlssons målrekord från 2007.
Juryn: Jonas Claesson och Jörgen Fröberg, Radiosportens Per Kahl och Göran Rosendahl, TV4:s Per Fosshaug och Daniel Kristiansson, Svenska Spels Andreas Arver och Putte Ramberg samt juryns sekreterare Lasse Sandlin. 

## 2015 - Joakim Svensk
Juryns motivering: Joakim Svensk, Edsbyns IF har i vinter tagit steget in i svenska landslaget, där han debuterade i segermatcherna mot Ryssland i januari, och han har även tagit plats i den svenska 25-mannatruppen inför VM i Chabarovsk. Joakim Svensk är hård och resolut i närkamperna samtidigt som han har ett enormt lugn och spelförståelse med boll.
Juryn: Förbundskaptenerna Jonas Claesson och Svenne Olsson, Anna Jepson och Anna Lundén, Radiosportens Per Kahl och Magnus Muhrén, SvT-Sportens Chris Härenstam och Jonas Holgersson, Svenska Spels Andreas Arver och Putte Ramberg samt juryns sekreterare Lasse Sandlin. 

## 2016–
- 2015–16 Joakim Andersson, Vetlanda BK samt Matilda Plan, Västerås SK[6]
- 2016–17 Ida Friman, Kareby IS samt Tuomas Määttä, Edsbyns IF[6]
- 2017–18 Martin Karlsson, Villa Lidköping BK samt Agnes Ögren, Villa Lidköping BK[6]
- 2018–19 Kajsa Ericsson, AIK samt Robin Öhrlund, IFK Vänersborg[6]
- 2019–20 Oscar Wikblad, Edsbyns IF samt Tilda Ström, Villa Lidköping BK[6]
- 2020–21 Isabelle Larsson, Västerås SK och Anton Andersson, IK Sirius[6]